# Linha do Sorraia
A Linha do Sorraia foi um troço ferroviário planeado mas nunca construído em Portugal, que tinha como objectivo ligar Lisboa a Ponte de Sor, utilizando uma ponte de grandes dimensões sobre o Rio Tejo, e passando por Alcochete, Quinta Grande e Couço.

## História
Desde os inícios do Século XX que tinham surgido vários projectos com o nome de Linha do Sorraia ou Ramal de Aviz, com o objectivo de dotar a vila de Avis com transporte ferroviário.
O Decreto n.º 18:190, de 28 de Março de 1930, reorganizou a rede ferroviária nacional, e estabeleceu novas bases para os troços ferroviários planeados; assim, foi reintroduzido o Ramal de Avis, entre Fronteira e a Estação de Cabeção, e a denominação de Linha do Sorraia foi atribuída a um projecto de via larga, de Ponte de Sor a Lisboa, passando por Couço, Quinta Grande, e Alcochete, com uma ligação ao Ramal do Montijo; a travessia do Rio Tejo seria feita pela Ponte de Montijo, de grandes dimensões.